# 病毒载量
病毒载量（英語：viral load）又称病毒負荷量，简称病毒量，是指在一定体积的液体中所含的病毒数量，包括生物体液或自然环境中的液体样本。
生物体液包括痰、血浆、脑脊液等，而在自然环境液体，譬如花园中的流水，可含有诺如病毒（诺如病毒在自然环境中生存力强，感染力也强，少于100个病毒颗粒也可感染人体）。
病毒载量的常用表述方法为“每毫升液体中所含的病毒颗粒（viral particles/virions）或感染颗粒”，譬如每毫升血浆中的病毒RNA量。在体液中，病毒载量越高，一般表示病毒感染越严重。
在慢性病毒感染的治疗过程中，常对病人体内的病毒载量进行监测，这也适用于免疫缺陷者、免疫抑制者（如骨髓或器官移植的康复期）。而针对艾滋病病毒、巨细胞病毒、乙肝病毒、丙肝病毒等，医疗系统提供常规定期病毒载量检测。特别的是，对于艾滋病病人，即使检测不到病毒载量，也不意味着没有感染，这包括许多长期服用抗逆转录病毒药物的病人。